# کردشت
کردشت یکی از روستاهای استان آذربایجان شرقی است که در دهستان نوجه‌مهر بخش سیه‌رود شهرستان جلفا واقع شده‌است. این روستا ۴۲۰ نفر جمعیت دارد.

## موقعیت جغرافیایی
روستای کردشت در منطقه دیزمار در منتها علیه شمالی ارسباران (خاروانا) در کرانه جنوبی رود ارس در همسایگی ارمنستان واقع شده‌است. به تازگی، این روستا تابع شهرستان جلفا شده‌است. این روستا در تاریخ جنگ‌های ایران و روس، مرکز ستاد عباس میرزا، نائب السلطنه وقت ایران، معرفی شده‌است. در آن زمان عبور و مرور از رودخانه ارس از نزدیکی روستا انجام می‌شد و وجود حصار و برجک‌های دیده‌بانی از یک وضع فوق‌العاده و استراتژیک آن زمان حکایت می‌کند.
این روستا با فاصله‌ای حدود ۳ کیلومتری از شهر مکری و در نزدیکی و گذرگاه مرزی نوردوز با کشور ارمنستان است.

## موقعیت روستای کردشت
روستای کردشت جزو شهرستان جلفا و بخش سیه رود واقع شده‌است. فاصله کردشت تا ورزقان ۶۶ کیلومتر و تا اهر ۱۲۶ کیلومتر و تا جلفا ۷۰ کیلومتر است. این روستا در شرق جلفا بنا شده‌است. کردشت در درّه بسیار حاصلخیز و زیبایی در ساحل جنوبی ارس واقع است و رودخانه مرزی ارس در درّه بسیار عمیق شمال با شدت تمام از غرب به شرق منطقه جریان دارد. کوه‌های بسیار بلند و صخره‌ای سرتاسر شمال و جنوب کردشت را فرا گرفته‌است. تنها معبر توجه کنار ارس از این روستا می‌گذرد و استقرار این روستا به تبعیت از وضع پستی و بلندی در جهت شرقی- غربی عملی شده‌است. کوه‌های بلند صخره‌ای ساحل شمالی ارس در خاک جمهوری آذربایجان واقع است و در سمت جنوب آن در بلندی‌های کوه‌های مشرف به روستا یکی از قلعه‌های تاریخی و نظامی دوره قاجار بنا شده‌است، بعلاوه غیر از قلعه تاریخی کردشت حمام تاریخی باارزشی هم بنا شده‌است.

## آثار تاریخی
- قلعه کردشت
- حمام کردشت